# Upplands runinskrifter 1177
Upplands runinskrifter 1177, U 1177, är utförd på en runsten i Hässelby by, Harbo socken, ristad av Öpir.
Den är omtalad av Johannes Bureus på 1600-talet och avbildades i Johan Peringskiölds Bautil, i träsnitt av Johan Hadorph och Petrus Helgonius. Stenen av Olof Celsius den äldre Monumenta quædam sveo-gothica suis temporibus reddita och Olof Grau i Beskrifning öfwer Wästmanland där en kopia av Johan Hadorphs avbildning publicerades. 
Olof Celsius anger att runstenen stod "i gärdet wid byn. En ättebacke strax derhos med månge stenringar". Grau skriver "Vid Hässelby Frälse-Hemman finnes på des gärde en Runsten". Geologiska kartbladet från 1865 anger att runstenen då var kullfallen. Av avbildningen i Bautil framgår att då även runstenens fot syns på bilden måsten den varit kullfallen redan då. Richard Dybeck besökte 1876 Harbo, och skrev då att stenen "ännu för 50 år sedan var omgifven af talrika grafminnesmärken, deribland en stor ättehög och stensättningar, efter vilket allt nu mer ej ringaste tecken kan upptäckas" och att den ligger på en åker i södra gärdet, med storändan i ett djupt dike.
1921 hade amanuens S. Erlandsson hemställt hos riksantikvarien att runstenen som då ännu låg i diket, skulle resas på en gravhög längre åt söder. Sven T. Kjellberg, som ansvarade för runstenen fick aldrig tillfälle att ta sig an ärendet, och 1924 uppdrogs istället åt Folke Bergman att ta sig an runstenen, och den flyttades då till sin nuvarande plats och restes där.
Translitterering av runraden:
§A askiʀ ÷ uk ÷ meginbiarn ÷ uk ' litli ÷ litu ÷ risa ÷ stin ÷ at ' tuba · faþur ÷ askiarþ ÷ 
§B ybiʀ ' risti
Normalisering till runsvenska:
§A Asgæiʀʀ ok Mæginbiorn ok Litli letu ræisa stæin at Tobba/Tubba, faður Asgærðaʀ. 
§B Øpiʀ risti.
Översättning till nusvenska:
Äsger och Mäginbjörn och Litle läto resa stenen efter Tobbe, Äsgärds fader. Öpir ristade.